# Квас
Квасът е смес от брашно, вода и разнообразни бактерии, която втасва и допринася за вкуса и качеството на храни и напитки. Има леко кисел вкус.

## Приготовление
Квасът се прави от брашно, вода и разнообразни бактерии, захранвани с въглехидрати (захар, мед или др.), които втасват за няколко дни в топла среда (около 42 °C).
Част от кваса са дрождите, които се развиват във въглехидратна среда и причиняват алкохолна ферментация.
В хлебната мая протича активна ензимна симбиоза на млечната бактерия Lactobacillus sanfranciscensis (вид пробиотици) и гъбичната Candida milleri.

## Традиции в България
В България квасът е бил традиционната естествена мая, ползвана при месене на хляб, най-често от ръж, овес, ечемик, пшеница или нахут. От живата бактериална култура се оставяло по малко, за да може да се ползва с месеци напред. Живите бактерии в кваса може да се съхраняват в хладилник или като суха маса повече от година. Само на важни празници, символизиращи новото начало (сватба, Нова година), идвало време да се захване чисто нов квас.

## Полезни свойства
Квасът е богат на калций, желязо и магнезий. Съдържа витамин C, витамин B6 и др.
Квасът преработва сложните въглехидрати на зърното и ги прави по-лесно усвояеми. Регулира естествената микрофлора на стомаха, което е благоприятно за процесите на метаболизъм.

## Приложение
Освен за пухкав и обемен хляб квасът може да се използва навсякъде, където иначе се ползва мая. С него може да се закваси боза, бира, кисело мляко, квас (напитка), окрошка, трахана и др.